# Фицтум, Иван Иванович
Иван Иванович фон Фицтум (также Фицтум-фон-Экстет, собственно Иоганн Готлоб Фицтум фон Экштедт, нем. Johann Gottlob Vitzthum von Eckstädt; 26 июля 1761, Бертельсдорф, ныне в составе Хернхута — 29 апреля 1829, Санкт-Петербург) — российский генерал-майор, военный педагог и теоретик, изобретатель саксонского происхождения.

## Биография
Сын саксонского майора Иоганна Людвига Фицтум фон Экштедта (1704—1777). Привезённый ещё ребёнком в Россию, он здесь воспитывался и начал службу в 1786 году рядовым в лейб-гвардии Конном полку.
Отставленный от службы в январе 1787 года с чином поручика, он осенью того же года поступил вновь на службу в 1-й кадетский корпус. В 1788 году Фицтум был зачислен в инженерный корпус подпоручиком и затем дальнейшую службу проходил в должности преподавателя фортификации и артиллерии в Артиллерийском кадетском корпусе, в Корпусе чужестранных единоверцев и в Морском кадетском корпусе. Из последнего Фицтум в 1801 году зачислен майором в свиту Его Величества по квартирмейстерской части (будущий Генеральный штаб), где и оставался постоянно при депо, занимаясь с колонновожатыми и преподавая им геометрию, полевую фортификацию и черчение планов.
По отзыву современников Фицтум принадлежал к числу учёнейших и образованнейших офицеров своего времени и, что всего важнее, умел оказывать весьма полезное влияние на вверенную ему молодёжь. Из его ученых трудов в своё время наиболее было известно «Рассуждение о сочинении военных планов», изданное им в 1801 году. Между его переводными трудами долгое время сохранило своё военно-научное значение переведённое в 1827 году сочинение Верблейна[кто?] «Рассуждение о службе главного штаба и о подробностях, наблюдаемых при вождении войск». Кроме того Фицтумом написаны «Руководство к практическому употреблению плоской тригонометрии в пользу военнослужащих» (СПб., 1810), «Основание артиллерийской и понтонной науки» (СПб., 1816, издано при участии председателя Военно-учёного комитета Гогеля и члена названного комитета Гебгардта); наконец, он ещё перевёл сочинение Ф. Шуберта «Руководство к астрономическим наблюдениям, служащим к определению долготы и широты мест» (СПб., 1803).
В 1805 году произведён в подполковники. В 1807 году Фицтум изобрёл и изготовил первую подводную мину, которую в том же году успешно испытал. Тогда же им была впервые высказана идея о возможности применения электричества для взрывания мин. В 1808 году получил чин полковника. С 1810 по 1812 год входил в состав Артиллерийского комитета при Главном Артиллерийском управлении.
Во время Отечественной войны 1812 года Фицтум был зачислен в гарнизон Санкт-Петербургской крепости и командирован в Новгородскую и Псковскую губернии для производства рекогносцировок возможных направлений движения французской армии в сторону столицы.
26 ноября 1816 года Фицтум за беспорочную выслугу 25 лет в офицерских чинах был награждён орденом св. Георгия 4-й степени (№ 3033 по кавалерскому списку Григоровича — Степанова). В следующем году он был произведён в генерал-майоры.
С основанием Главного штаба Фицтум в 1819 году был назначен начальником квартирмейстерского отделения военно-учёного комитета.
Член масонской ложи «Пеликан».
Умер в Санкт-Петербурге в апреле 1829 года.

## Потомки
Сын — Александр Иванович Фицтум фон Экштедт (1804—1873), полковник, в 1839—1861 годах занимал должность инспектора студентов Петербургского университета; в 1844—1845 годах через него распределялись деньги, жертвуемые Н. В. Гоголем для бедных студентов, а А. М. Скабичевский вспоминал, как в 1856 году «инспектор Фицтум-фон-Экстедт нарочно поутру простаивал на лестнице и сажал в карцер каждого студента, явившегося в университет не в полной форме».